# Neske Beks
Neske Beks (Antwerpen, 1972) is een Belgisch transdisciplinair kunstenaar, documentairemaker, scenarioschrijver, essayist en auteur van verschillende boeken.

## Biografie
Beks is van Senegalese, Afrikaans-Amerikaanse, Inheems Amerikaanse en Belgische afkomst. De vader van haar moeder was een zwarte Amerikaanse soldaat, de moeder van haar moeder was Vlaams. De vader van Beks is Senegalees. Ze groeide op bij witte pleegouders in Mortsel Oude God, een dorp bij Antwerpen. In Antwerpen volgde ze de toneel- en kleinkunstopleiding Studio Herman Teirlinck, vervolgens verhuisde ze naar Amsterdam en volgde daar de theateropleiding Selma Susanne.
Nadat Beks met de eenakter Wrang in 2002 de Hollandse Nieuwe Toneelschrijfprijs (bij theaterfestival Hollandse Nieuwe door theatergroep Cosmic) won, richtte ze de Schrijfwerkplaats Frascati op (2003-2006) en toerde ze met diverse onewomanshows door Nederland. In 2009 was ze presentator van het internationaal literatuurfestival Winternachten, samen met Wim Brands, met wie ze onder andere Arthur Japin interviewde. Ze schreef het scenario voor onder andere Godenzoon, een korte film in opdracht van de VPRO (2008) in de serie One Night Stand onder regie van Wolke Kluppell en met acteurs Bart Klever, Wimie Wilhelm, Carlijne Diekerhof en Aylin Onel. Als documentairemaker debuteerde Beks met Eigen Volk (2011) over de extreemrechtse stemmen in haar pleeggezin en familie. Met haar documentaire Mookie (2012) won zij in 2013 prijzen voor beste documentaire bij zowel het Mexicaanse internationale filmfestival van kinderfilmvereniging La Matatena als het Italiaanse internationale filmfestival van de vereniging Sedicicorto in Forlì. De film is geproduceerd door NCRV in samenwerking met Zuidenwind Filmproducties. Bij theatergezelschap de Ulrike Quade Company deed ze onderzoek naar de godin Isis voor de drieluik-voorstelling Womb m/f/x, die in 2020 is uitgesteld in verband met de coronacrisis.
Ze was te gast bij Crossing Border in 2014, waar ze werd geïnterviewd door Maarten Dessing, samen met Seppe van Groeningen.
Haar bewerking van het toneelstuk Yerma van Federico García Lorca zou in 2020 in première gaan bij de Ulrike Quade Company tijdens het Noorse jaarlijkse culturele festival Festspillene i Bergen in de stad Bergen.
Haar 2Doc-documentaire Beyond My Walls uit 2015 had sociale media als thema.
Als literator debuteerde Beks in 2014 met de roman De Kleenex Kronieken bij uitgeverij De Harmonie.
Beks was artist in residence in het Van Doesburghuis in 2018, waar ze verschillende andere zwarte schrijvers uitnodigde: Tunde Adefioye, Esther Duysker, Jeanne Holierhoek, Patricia Kaersenhout, Jeffrey Spalburg en Hedy Tjin. Vervolgens richtte ze dat jaar Alphabet Street, gilde voor Zwarte (beeld)taalkundigen op, met als doel "zwarte schrijvers, dichters, vertalers, toneel- en scenarioschrijvers, wordsmiths, beeldtaalmakers zichtbaarder te maken en meer verbinding te creëren onderling". Vanuit Alphabet Street organiseerde ze in mei 2019, samen met Ebissé Wakjira en Vamba Sherif en met steun van The Black Archives, een eerste bijeenkomst van het gilde bij Vereniging Ons Suriname. Verschillende essays van het gilde werden gepubliceerd door de Nederlandse Boekengids en Dipsaus, onder andere geschreven door Beks, Sherif en Grace Ndjako.
Beks schreef een bijdrage aan het boek Zwart - Afro-Europese literatuur uit de Lage Landen (2018, onder redactie van Vamba Sherif en Ebissé Wakjira).
Ze bracht in 2020 een jeugdboek uit voor kinderen van ongeveer 9-11 jaar oud, Sala en Monk - ons samen, met tekeningen van Hedy Tjin. De hoofdpersonen Sala en Monk, een tweeling van ongeveer 13 jaar oud, groeien op met hun witte moeder Kat en hebben hun zwarte vader Salomon nog nooit ontmoet en gaan naar hem op zoek. In het boek worden onder andere de thema's identiteit en slavernij onder de aandacht gebracht. In hetzelfde jaar publiceerde Beks een non-fictieboek over haar jeugd als zwart meisje in een wit pleeggezin, Omdat we ook zijn wat we hebben verloren.
Haar boek Echo (2021) met essays, speeches en brieven is genoemd naar het gedicht Echoes van Audre Lorde. Het jaar erop kwam haar boek De kleine Morrison - een wegwijzer in het lezen van haar werk vanuit Zwart perspectief uit bij Atlas Contact. Het is een introductie in het werk van Toni Morrison in de vorm van een persoonlijk essay over haar eigen Morrison-leeservaringen, citaten en een vertaling van de toespraak die Morrison gaf bij het aanvaarden van de Nobelprijs voor Literatuur in 1993.
In 2022 werd zij benoemd tot lid van de Akademie van Kunsten (AvK), onderdeel van de Koninklijke Nederlandse Akademie van Wetenschappen. Ze is ook bestuurslid van de AvK. Vanuit de AvK nam ze initiatief tot het organiseren van 'Engagement! - Engagement?', een lezingen- en gespreksavond over "de rol van de kunstenaar in een naar rechts bewegende maatschappij", waarin het politieke klimaat werd verbonden met het gedachtegoed van Anil Ramdas. Deelnemers waren, naast Beks, Charl Landvreugd, Karin Amatmoekrim en Jonas Staal, en de avond werd ingeleid door AvK-voorzitter Liesbeth Bik.

## Werk

### Films
| Jaar | Titel           | Notitie                                                                  |
| ---- | --------------- | ------------------------------------------------------------------------ |
| 2008 | Godenzoon       | Scenario. Korte film in opdracht van de VPRO in de serie One Night Stand |
| 2011 | Eigen Volk      | Documentaire                                                             |
| 2012 | Mookie          | Documentaire                                                             |
| 2015 | Beyond My Walls | Documentaire, 2Doc                                                       |

### Boeken
| Jaar | Titel                                                                                  | Uitgever      | ISBN          | Notitie |
| ---- | -------------------------------------------------------------------------------------- | ------------- | ------------- | --- |
| 2014 | De Kleenex Kronieken                                                                   | De Harmonie   | 9789061699651 | Roman |
| 2018 | Gemengd gevoel                                                                         | Atlas Contact | 9789025451547 | Essay, bijdrage aan de essaybundel Zwart - Afro-Europese literatuur uit de Lage Landen, onder redactie van Vamba Sherif en Ebissé Wakjira           |
| 2020 | Sala en Monk - ons samen                                                               | Querido       | 9789045122953 | Kinderboek met tekeningen van Hedy Tjin |
| 2020 | Omdat we ook zijn wat we hebben verloren                                               | Querido       | 9789044542912 | Non-fictie, autobiografisch |
| 2021 | Echo                                                                                   | Querido       | 9789021429762 | Essays, speeches en brieven |
| 2023 | De kleine Morrison - een wegwijzer in het lezen van haar werk vanuit Zwart perspectief | Atlas Contact | 9789045047195 | Essay, introductie in het werk van Toni Morrison inclusief vertaling van Morrisons aanvaardingstoespraak voor de Nobelprijs voor Literatuur in 1993 |

Ook schreef Beks het nawoord bij de vertaling van het boek Tar baby van Toni Morrison: Teer (vertaling Nicolette Hoekmeijer, 2023, uitgeverij Atheneum – Polak & Van Gennep, ISBN 9789025315009)